# Valerija Sorokina
Valerija Mikhajlovna Sorokina (russisk: Валерия Михайловна Сорокина ; født 29. marts 1984) er en badmintonspiller fra Rusland. Sammen med sin dobbeltpartner Nina Vislova (russisk: Нина Геннадьевна Вислова) er hun den første russiske olympiske medaljevinder i badminton.